# استوديو التاسعة
ستوديو التاسعة وهو برنامج سياسي يومي عراقي يعرض حالياً على قناة الفلوجة وعرض سابقاً في قناة البغدادية ويقدمه الإعلامي الشهير أنور الحمداني، بدأ عرضهُ في سنة 2012 ويعتبر حالياً من أكثر البرامج السياسية شهرة في العراق، حيث يشتهر بعرض ملفات الفساد والأحداث السياسية والأمنية المشبوهة، وبسبب ذلك فكثيرا ما كانت الحكومة العراقية السابقة بقيادة نوري المالكي تضغط على إيقاف هذا البرنامج الذي كان يبث من القاهرة في مصر في الساعة التاسعة من كل يوم.